# Вулиця Академіка Горбунова
Ву́лиця Акаде́міка Горбуно́ва — вулиця в Дарницькому районі міста Києва, місцевості Нова Дарниця, Рембаза. Пролягає від Бориспільської вулиці до Зрошувальної вулиці.
Прилучається залізничний шляхопровід.

## Історія
Виникла в 60-ті роки XX століття під назвою Нова. Сучасна назва на честь українського вченого члена-кореспондента АН УРСР Бориса Горбунова — з 1961 року.